# Тулішкув
Тулі́шкув (пол. Tuliszków) — місто в центральній Польщі.

## Демографія
Демографічна структура станом на 31 березня 2011 року:
|          | Загалом | Допрацездатний вік | Працездатний вік | Постпрацездатний вік |
| -------- | ------- | ------------------ | ---------------- | -------------------- |
| Чоловіки | 1678    | 341                | 1220             | 117                  |
| Жінки    | 1743    | 316                | 1125             | 302                  |
| Разом    | 3421    | 657                | 2345             | 419                  |